# Christian de Duve
Christian de Duve (n. 2 octombrie 1917, Thames Ditton⁠(d), Elmbridge, Anglia, Regatul Unit al Marii Britanii și Irlandei – d. 4 mai 2013, Nethen⁠(d), Valonia, Belgia) a fost un biochimist și medic belgian, membru de onoare al Academiei Române (din 1999). A obținut în anul 1974 Premiul Nobel pentru Fiziologie sau Medicină, împreună cu Albert Claude și George Emil Palade.